# Вайда (город)
Вайда (нем. Weida) — город в Германии, в земле Тюрингия.
Входит в состав района Грайц. Население составляет 7733 человека (на 31 декабря 2010 года). Занимает площадь 12,59 км². Официальный код — 16 0 76 079.
Город подразделяется на 2 городских района.

## Персоналии
- Дерфель, Георг Самуель (1643—1688) — священник, богослов, астроном.